# ارگ (نی‌ریز)
ارگ (نی‌ریز)، روستایی از توابع بخش قطرویه شهرستان نی‌ریز در استان فارس ایران است.

## جمعیت
این روستا در دهستان ریزآب قرار دارد و بر اساس سرشماری مرکز آمار ایران در سال ۱۳۸۵، جمعیت آن ۱۸۹ نفر (۴۵ خانوار) بوده‌است.